# Sheikh Khalid Hafiz
Khalid Sheikh Hafiz (Kamal Khalid Sheikh Abdul Hafiz; * 1. Dezember 1938 in Mubarakpur, Indien; † 6. Dezember 1999 in Wellington, Neuseeland) war ein Imam. Er diente von 1982 bis 1999 der islamischen Minderheit in Neuseeland und der Federation of Islamic Associations of New Zealand als Berater.

## Leben
Khalid Sheikh Hafiz, der Sohn des Qazi Athar Mubarakpuri, wurde in Mubarakpur, Indien, geboren.
Er besuchte die Ehyal ul-Ulam in Mubarakpur und erhielt die weitere Ausbildung an der Dar ul-Ulum in Deoband. Er absolvierte seine Studien in der islamischen Rechtsprechung (Fiqh) zwischen 1962 und 1967 an der Islamischen Universität von Medina, Saudi-Arabien. Nach dem Studium arbeitete er 14 Jahre als Lehrer in Ghana. 1981 hat die saudi-arabische Glaubensschule (Darul Ifta) Sheikh Hafiz zum Imam für die muslimische Gemeinschaft in Wellington in Neuseeland ernannt.
Er wurde bald Seelsorger in der neu geschaffenen nationalen muslimischen Organisation in Neuseeland, dem Federation of Islamic Associations of New Zealand (FIANZ). Als Imam der Hauptstadt spielte Khalid Sheikh Hafiz eine wichtige Rolle bei der Entwicklung der neuseeländischen muslimischen Minderheit in den 1980er und 1990er Jahren.
Im Gegensatz zu den schwankenden gewählten Mitglieder der Ausschüsse Moschee besuchte Hafiz fast alle Sitzungen über fast zwei Jahrzehnte. Außerdem nahm er sich den ersten nationalen Koran-Rezitationen von Wettbewerben an; gefördert und im interreligiösen Dialog mit den örtlichen Christen und Juden, und der anhaltend predigte Toleranz und Güte.
Sheikh Hafiz nahm neun Mal am Haddsch teil und sprach Englisch, Arabisch und Urdu.
Khalid Sheikh Hafiz starb in einer Vorstadt von Wellington Rongotai im Alter von 61 Jahren. Über 200 Menschen kamen zu seiner Beerdigung und er war in der lokalen Zeitung Nachruf als “an imam as imams should be, but rarely are” (Ein Imam, wie Imamen sein sollten, aber nur selten sind).